# 亞歷山德羅夫斯科耶區 (斯塔夫羅波爾邊疆區)

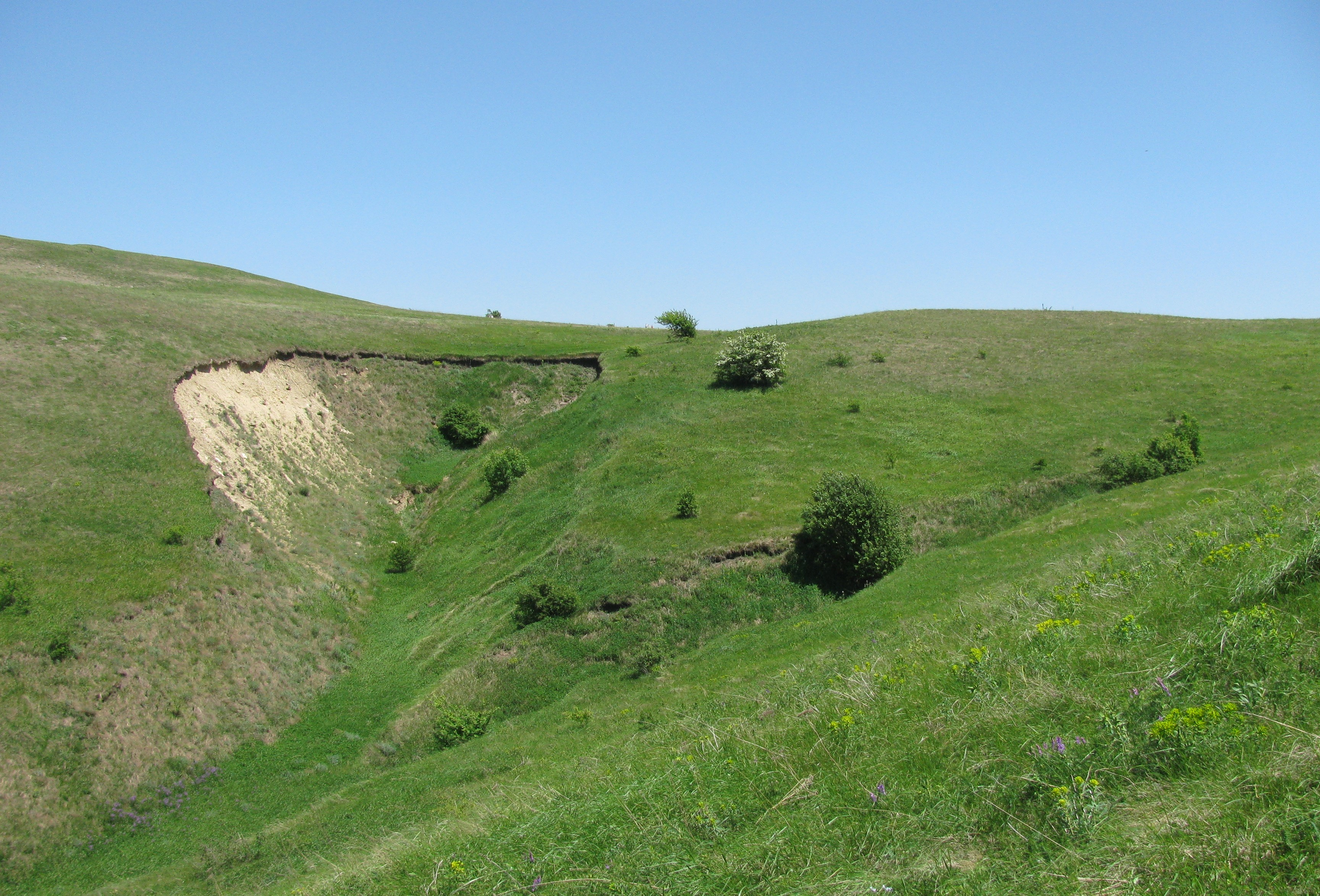

44°25′N 43°53′E / 44.417°N 43.883°E
亞歷山德羅夫斯科耶區（俄语：Александровский район），是俄羅斯的一個區，位於該國西南部，由斯塔夫羅波爾邊疆區負責管轄，面積2,014平方公里，2010年人口50,235，人口密度每平方公里24.94人。